# 김민석 (2002년)
김민석(한국 한자: 金珉碩, 2002년 9월 5일 ~ )은 대한민국의 축구 선수로, 포지션은 공격수이다. 현재 K리그1 인천 유나이티드 FC 소속이다.